# Dendronephthya devexa
Dendronephthya devexa är en korallart som beskrevs av Tixier-Durivault och Prevor 1960. Dendronephthya devexa ingår i släktet Dendronephthya och familjen Nephtheidae. Inga underarter finns listade i Catalogue of Life.